# Emmanuel Adebayor
Sheyi Emmanuel Adebayor (ur. 26 lutego 1984 w Lomé) – togijski piłkarz nigeryjskiego pochodzenia, który występował na pozycji napastnika. W latach 2006–2019 reprezentant Togo. Uczestnik Pucharu Narodów Afryki w latach 2002, 2006, 2013 i 2017.
Swoją karierę rozpoczynał w zespole OC Agaza. Następnie przeszedł do francuskiego FC Metz, gdzie przez pierwsze dwa lata grał w zespole rezerw. W 2001 roku stał się podstawowym graczem pierwszej drużyny Metz. Następnie, dwa lata później podpisał kontrakt z AS Monaco. Z zespołem tym dotarł w roku 2004 do finału Ligi Mistrzów, w którym nie zagrał a jego klub przegrał z FC Porto. W 2006 roku po kwalifikacjach do mundialu, w których zdobył 11 goli przeszedł do angielskiego Arsenalu. W klubie tym był podstawowym zawodnikiem i przez ponad trzy sezony rozegrał 143 mecze, w których strzelił 62 bramki, biorąc pod uwagę wszystkie rozgrywki. Z londyńskim klubem również dotarł do finału Ligi Mistrzów.

## Dzieciństwo
Emmanuel Adebayor urodził się w roku 1984. Jego matka, Haija oraz ojciec pochodzą z Nigerii i są Jorubami. Wychowywał się w Kodjoviakope. W wieku 11 lat uczęszczał do szkoły piłkarskiej Centre de Developpement Sportif.

## Kariera klubowa

### Francja
Swoją karierę piłkarską rozpoczynał w roku 1997 w OC Agaza. W czasie gry w młodzieżowym turnieju we Szwecji został wypatrzony przez trenera FC Metz, Francisa De Taddeo i po udanych testach został zawodnikiem tego klubu, w którym najpierw występował w drużynie U-17. W 2001 roku zadebiutował w pierwszej drużynie Metz w Ligue 1. W swoim pierwszym sezonie zagrał 9 razy i zdobył 2 gole, jednak klub z Metz spadł do Ligue 2. W kolejnym sezonie, na zapleczu Ligue 1, Adebayor zdobył 17 goli w 35 meczach. Wyczyn ten sprawił, że zainteresowały się nim takie kluby jak Arsenal czy Juventus F.C., jednak Emmanuel Adebayor podpisał w 2003 roku kontrakt z AS Monaco. W klubie z księstwa był czołowym napastnikiem, pomógł drużynie w awansie do finału Ligi Mistrzów w 2004 roku. W sezonie 2004/2005 zdobył 9 goli w 34 meczach.

### Arsenal

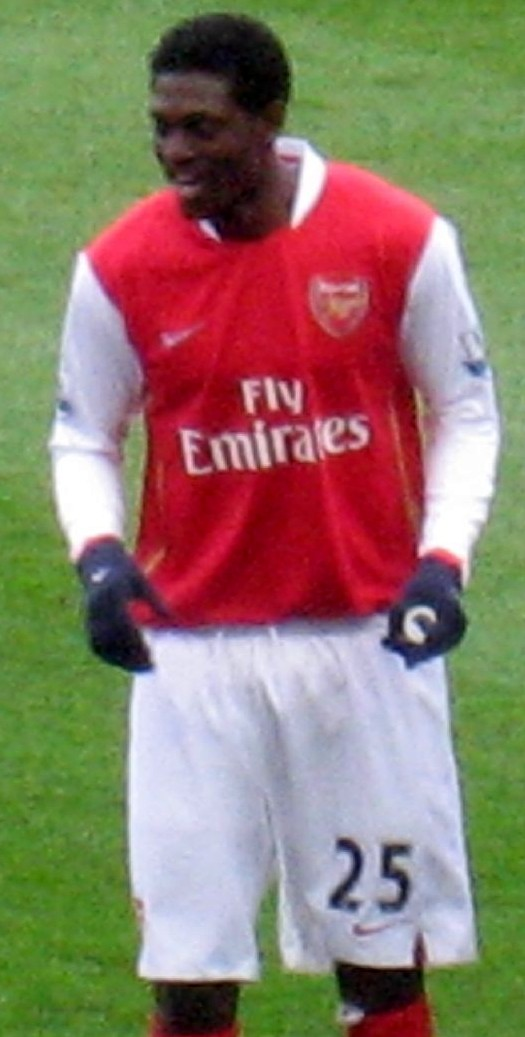
Adebayor grający dla Arsenalu

13 stycznia 2006 podpisał kontrakt z Arsenalem, przyjmując koszulkę z numerem 25, należącą dawniej do idola Adebayora Nwankwo Kanu. W klubie tym zadebiutował 4 lutego w spotkaniu Premier League z Birmingham City, w którym to po 21 minutach zdobył bramkę. Szybko stał się podstawowym zawodnikiem Arsenalu i w czasie ponad trzech lat zagrał w tym klubie 143 razy, strzelając 62 bramki.

### Manchester City
14 lipca 2009 roku Arsenal zaakceptował ofertę kupna Adebayora za 25 milionów funtów Manchesteru City i następnego dnia otrzymał on pozwolenie na pracę. Piłkarz chciał zarabiać 170 tysięcy funtów tygodniowo, klub jednak nie zgadzał się na te żądania i Adebayor był już łączony z Manchesterem United. 18 lipca podpisał on jednak kontrakt z Manchesterem City, wcześniej zainteresowani nim byli Chelsea i A.C. Milan. W nowym klubie zadebiutował 15 sierpnia w ligowym meczu z Blackburn Rovers, w którym zdobył także bramkę. W następnych trzech ligowych meczach zdobył trzy bramki. We wrześniowym spotkaniu z Arsenalem kopnął Robina van Persie w twarz oraz cieszył się z bramki przed kibicami przeciwnika. Został za to ukarany zakazem gry w następnych trzech spotkaniach. 1 października, po staraniach klubu, zawieszenie Adebayora zostało przerwane. Musiał jednak zapłacić 25 tysięcy funtów kary. 25 stycznia 2011 Emanuel Adebayor został wypożyczony do Realu Madryt, gdzie grał do końca sezonu.
W sierpniu 2011 roku został wypożyczony do Tottenhamu Hotspur.

### Tottenham Hotspur
Po dobrym sezonie 2011/2012 w zespole „Kogutów” (zdobyciu 17 bramek w meczach ligowych), zarząd postanowił go wykupić z zespołu Manchesteru City. We wrześniu 2015 roku rozwiązał kontrakt za porozumieniem stron.
Adebayor w klubach Premier League aż 314 razy był na spalonym. Togijczyk jest tym samym rekordzistą ligi angielskiej pod względem liczby spalonych w historii.

## Kariera reprezentacyjna
W 2005 roku wywalczył z reprezentacją Togo awans do finałów mistrzostw świata w 2006 r., zostając królem strzelców eliminacji w strefie CAF z 11 bramkami. W 2006 roku wystąpił z drużyną w finałach mistrzostw świata. Jego drużynie nie udało się, przegrali wszystkie mecze grupowe. Był dwa razy nominowany do nagrody dla najlepszego piłkarza. Został wybrany najlepszym piłkarzem Afryki 2008 roku. Podczas gdy wraz ze swoją reprezentacją jechał na PNA 2010, bandyci ostrzelali autokar, w którym jechała reprezentacja Togo. Adebayorowi się jednak nic nie stało. W związku z tym wydarzeniem 12 kwietnia 2010 roku ogłosił zakończenie reprezentacyjnej kariery.
W listopadzie 2011 roku powrócił do kadry; wystąpił w wygranym 1:0 przez reprezentację Togo meczu z Gwineą Bissau w ramach eliminacji do Mistrzostw Świata 2014.

## Statystyki
Stan na 7 maja 2021.
| Klub                | Sezon              | Liga  | Liga | Puchary krajowe | Puchary krajowe | Puchary europejskie | Puchary europejskie | Łącznie | Łącznie |
| Klub                | Sezon              | Mecze | Gole | Mecze           | Gole            | Mecze               | Gole                | Mecze   | Gole    |
| ------------------- | ------------------ | ----- | ---- | --------------- | --------------- | ------------------- | ------------------- | ------- | ------- |
| FC Metz             | 2001/2002          | 10    | 2    | 1               | 0               | ––                  | ––                  | 11      | 2       |
| FC Metz             | 2002/2003          | 34    | 13   | 6               | 2               | ––                  | ––                  | 40      | 15      |
| Łącznie             | Łącznie            | 44    | 15   | 7               | 2               | ––                  | ––                  | 51      | 17      |
| AS Monaco           | 2003/2004          | 31    | 8    | 4               | 0               | 9                   | 0                   | 44      | 8       |
| AS Monaco           | 2004/2005          | 34    | 9    | 6               | 3               | 10                  | 2                   | 50      | 14      |
| AS Monaco           | 2005/2006          | 13    | 1    | 1               | 0               | 7                   | 3                   | 21      | 4       |
| Łącznie             | Łącznie            | 78    | 18   | 11              | 3               | 26                  | 5                   | 115     | 26      |
| Arsenal F.C.        | 2005/2006          | 13    | 4    | 0               | 0               | 0                   | 0                   | 13      | 4       |
| Arsenal F.C.        | 2006/2007          | 29    | 8    | 7               | 4               | 8                   | 0                   | 44      | 12      |
| Arsenal F.C.        | 2007/2008          | 36    | 24   | 3               | 3               | 9                   | 3                   | 48      | 30      |
| Arsenal F.C.        | 2008/2009          | 27    | 10   | 2               | 0               | 9                   | 6                   | 38      | 16      |
| Łącznie             | Łącznie            | 105   | 46   | 12              | 7               | 26                  | 9                   | 143     | 62      |
| Manchester City     | 2009/2010          | 26    | 14   | 5               | 0               | 0                   | 0                   | 31      | 14      |
| Manchester City     | 2010/2011          | 8     | 1    | 1               | 0               | 3                   | 4                   | 12      | 5       |
| Łącznie             | Łącznie            | 34    | 15   | 6               | 0               | 3                   | 4                   | 43      | 19      |
| Real Madryt         | 2010/2011          | 14    | 5    | 3               | 1               | 6                   | 2                   | 23      | 8       |
| Łącznie             | Łącznie            | 14    | 5    | 3               | 1               | 6                   | 2                   | 23      | 8       |
| Tottenham Hotspur   | 2011/2012          | 33    | 17   | 4               | 1               | 0                   | 0                   | 37      | 18      |
| Tottenham Hotspur   | 2012/2013          | 25    | 5    | 1               | 0               | 8                   | 3                   | 34      | 8       |
| Tottenham Hotspur   | 2013/2014          | 21    | 11   | 2               | 1               | 2                   | 2                   | 25      | 14      |
| Tottenham Hotspur   | 2014/2015          | 13    | 2    | 0               | 0               | 2                   | 0                   | 15      | 2       |
| Łącznie             | Łącznie            | 92    | 35   | 7               | 2               | 12                  | 5                   | 111     | 42      |
| Crystal Palace      | 2015/2016          | 12    | 1    | 3               | 0               | ––                  | ––                  | 15      | 1       |
| Łącznie             | Łącznie            | 12    | 1    | 3               | 0               | ––                  | ––                  | 15      | 1       |
| Istanbul Basaksehir | 2016/2017          | 11    | 6    | 5               | 1               | ––                  | ––                  | 16      | 7       |
| Istanbul Basaksehir | 2017/2018          | 30    | 15   | 1               | 1               | 5                   | 1                   | 36      | 17      |
| Istanbul Basaksehir | 2018/2019          | 19    | 3    | 4               | 1               | 1                   | 0                   | 24      | 4       |
| Łącznie             | Łącznie            | 50    | 24   | 10              | 3               | 6                   | 1                   | 76      | 28      |
| Kayserispor         | 2019/2020          | 8     | 2    | ––              | ––              | ––                  | ––                  | 8       | 2       |
| Łącznie             | Łącznie            | 8     | 2    | ––              | ––              | ––                  | ––                  | 8       | 2       |
| Club Olimpia        | 2019/2020          | 2     | 0    | ––              | ––              | 2                   | 0                   | 4       | 0       |
| Łącznie             | Łącznie            | 2     | 0    | ––              | ––              | 2                   | 0                   | 4       | 0       |
| Łącznie w karierze  | Łącznie w karierze | 438   | 161  | 59              | 18              | 81                  | 26                  | 588     | 205     |

## Sukcesy
Real Madryt
- Puchar Hiszpanii: 2011

Indywidualnie
- Piłkarz Roku w Togo: 2005, 2006, 2007, 2008, 2009
- Najlepszy Afrykański Piłkarz według BBC Sports: 2007
- Jedenastka Roku Premier League: 2008
- Bramka sezonu w Premier League: 2008
- Nagroda „Super Awards” dla Najlepszego Afrykańskiego Piłkarza: 2008
- Piłkarz Roku w Afryce: 2008

## Życie prywatne
Adebayor ma trójkę braci oraz dwie siostry. W 2007 roku zmarł mu ojciec. Na początku lipca 2022 roku udzielił dla portalu sport24.ru wywiadu, w którym powiedział, że imponuje mu Władimir Putin.